# Tabanus humboldti
Tabanus humboldti är en tvåvingeart som beskrevs av David Fairchild 1985. Tabanus humboldti ingår i släktet Tabanus och familjen bromsar. Inga underarter finns listade i Catalogue of Life.